# I Søren Kierkegaards fodspor
I Søren Kierkegaards fodspor er en dansk dokumentarfilm fra 1996.
Video 1: Beretninger om Søren Kierkegaard og Gilleleje, Gilbjerg.
Video 2: Beretninger om Søren Kierkegaard og hans utallige ture i Nordsjælland.
Videoerne er produceret i forbindelsen med Kulturby 96 og muligheden for at lave et museum i Gilleleje